# Bangandu (peuple)
Pour les articles homonymes, voir Bangandu.

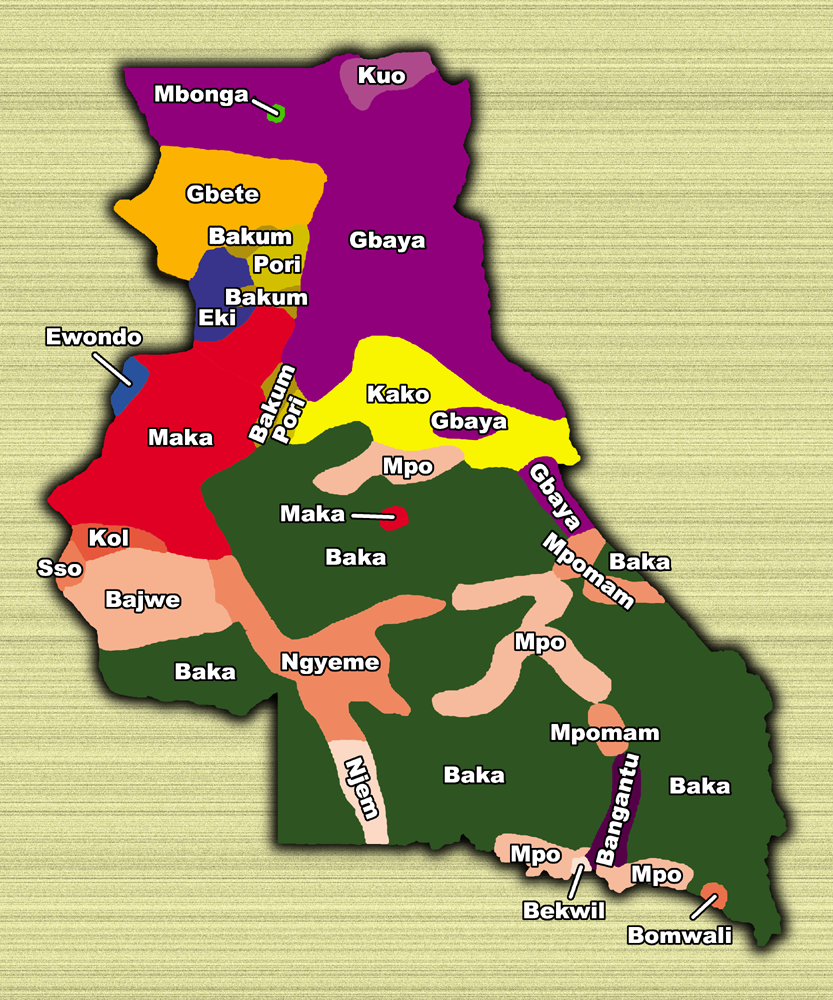
Implantation des Bangandu au sud-est de la Région de l'Est (en pourpre).

Les Bangandu (ou Bangando, Bangantu, Bangando-Ngombé) sont une population du Cameroun vivant dans la Région de l'Est et le département du Boumba-et-Ngoko, notamment dans les arrondissements de Moloundou et Yokadouma.
Le peuple Bangando ou Bangando-Ngombé est constitué d’un groupe de lignagers des Gbaya du sud. Ces peuples vivant au haut Congo, Oubangui et au Cameroun, au départ dans la haute Egypte (l’amont du Nil) et dans les Régions limitrophes du grand bassin du fleuve Kongo/Congo et ses différents Affluents que sont l’Oubangui, la Sangha, la Kadey, la Boumba, la Ngoko, le Dja et d’autres cours d’eau. 
Ces populations ont migré depuis le proche orient et la haute Égypte, la vallée du fleuve Nil à Bahr El Ghazal (Rivière des gazelles), la Nubie, du Soudan et de l’Éthiopie. Ces migrations visaient à se mettre à l’abri des razzias d'envahisseurs organisé visant à prendre possession de leurs territoires, leurs ressources et les asservir. Ces populations étaient organisées derrière de puissants chefs coutumiers de sang ou de guerre ayant des pouvoirs de protection, temporels et divins.
Ces populations qu’on associe au Dieu AKHENATON ont ainsi fait preuve d’initiatives et d’intelligences (AKHEN OU AKANG) pour rechercher de nouvelles riches terres libres dans les pays ou territoire du soleil couchant ou tombeau du soleil sur le grand océan Atlantique, ou la mer primordiale de l’Éthiopie à l’ouest, au centre et au sud du continent africain. 
La connaissance du peuple Bangando est une tâche qui reste la préoccupation de la tradition orale ; très peu d’écrits sont consacrés sur ce peuples. L’archéologie, les rapports coloniaux, l’oralité, les contes et les maximes restent les seules sources de la connaissance de l’identité Bangando. 

## Qui sont les Bangando?
Selon la tradition orale, les Ngombé sont les peuples de l’Afrique orientale précisément du pays de Pound de la zone du Somalie land, de l’ancienne Éthiopie, du Soudan de l’ouest. Autrefois, on les situait à la zone du foyer des grands lacs ; leur assimilation aux cultures bantou, et les mots et expressions bantou dans leur langage sont similaires aux peuples de cette zone (foyer des grands lacs). Notamment le Kikongo et le Swahili qui, tentent parfois de confondre ou d’assimiler ce peuple au Bantou pourtant les Ngombé affirment l’appartenance au groupe Oubanguien. Sa langue nous révèle son identité oubanguienne, mais sa culture diffère de celle des oubanguiens et celle des Bantou, par contre, on note des traits de similitude qu’on pourrait affirmer de brassage culturel sans exagération.
Les Bangando Ngombé sont totalement différent des Ngombé de la République Démocratique du Congo mais nous ignorons s’ils ont un rapport lointain ; nous nous demandons pourquoi ils portent un même nom, la différence se situe au niveau de la culture et la langue. Contrairement à ce que pensent certains auteurs et peuples curieux de savoir l’identité tique des Bangando, qui, pensent ou affirment que ces derniers sont des Bantou mais non ils sont un peuple Oubanguien du sous-groupe Gbaya ; il paraît vraisemblablement les Bangando du Cameroun sont un peuple de zone aride (désert et savane) de langue comparable au Tarech El sudan (par leur technique de culture, la maîtrise de la conservation et consommation de la banane plantain et aussi leur technique de tricotage de tapis avec les motifs semblables à ceux de l’Ethiopie ou l’est africain) « Gbayaïsé ». Et si leur parenté avec les Ngombé de la RDC est considérable et n’est pas une simple coïncidence, alors il faut affirmer sans recul que les Bangando seraient autrefois un peuple de la forêt de langue Bantoue mais « Gbayaïsé » de longue date. Le fond de vocabulaire est sans conteste d’origine Gbaya ; la syntaxe par contre est tout à fait originale, mais il ne s’agit pas pour autant une langue de classe. 
_ Pourquoi Ngombé ? 
Les Bangando se désigne Ngombé par leur ruse, union, bravoure, courage, force, philosophie, ténacité et leur influence sur les autres peuples. Ils le reconnaissent par cette expression : « Kalua Kalua Mboundja Botombè mè lufidi à tàà Gbidima héé sèkè sèkè sàâ Ngombé » pour designer en Bangando : « l’arbre Ngombé très solide qui résiste à tout vent peu importe sa densité, jamais le Ngombé ne se soumettra » Interprétation :
- La ruse= à la façon donc le Ngombé subit la force des vents ; le Ngombé est cet arbre qui n’a pas de racine, un long tronc droit qui n’accorde aucun avantage aux branches mais que des feuillettes.

- La bravoure, le courage et la force= à la résistance du Ngombé face aux vents

- L’union= à la feuillette qui implique le nombre de ce peuple.

Ils utilisent aussi cette expression pour désigner leur charisme culturel, parfois pour influencer cet adversaire en face de lui (peut-être une tribu, ou une race).  Ce nom de Ngombé a été attribué par les Bangando eux-mêmes parce qu’ils ont fait face aux nombreux obstacles sur leur chemin de migration et jamais ils ne se sont soumis, ils n’ont jamais failli ; ils sont toujours sortis victorieux, ou ont réussi à brandir ces obstacles
Les Bangando n’ont pas eu de contact avec les Ngombé de la République Démocratique du Congo c’est juste une simple coïncidence. Les Bangando n’ont côtoyé que le Haut Nil, le Bahr el Gazal, le lac victoria et le Lac Albert, mais ils ne reconnaissent pas avoir côtoyé la Région de Kinshasa ; mais s’il faut l’admettre, ils se seraient contacté au tour du haut Nil ou du foyer des grands lacs. Ce nom de Ngombé est donné aux environs du XVe siècle ; ce nom est un Handicap aujourd’hui à la connaissance de l’histoire de ce peuple, car nous les petits fils, nous ignorons totalement le vrai nom de la tribu ce qui s’avère comme une crise de l’histoire. Cette tribu porte un ou des noms qui ne sont pas les siens même si le second a été donné par elle-même. 
Selon Yves MONINO, les Bangando eux-mêmes ont relaté qu’autrefois, leur nom était Ngombé, mais qu’après s’être séparés de leurs frères, ils empruntèrent le terme « Bangando » à un peuple de la langue Bantoue : les Bangantu, avec qui ils vécurent un moment. Ils se nomment actuellement Bangando tout court ; il a semblé préférable de les appeler Bangando-Ngombé afin de distinguer des autres groupes de la région – dont des pygmées _qui portent ce nom.  Cette hypothèse est attestée et prouvée par la tradition orale ; les Bangando auraient quitté la Région de Mbang des Bangantu à cause de l’esclavage et ils portent le nom Bangando parce que, les Bangantu leur auraient demandé de le faire pour leur sécurité car ils étaient les alliés des Ndjem les super esclavagistes de la zone. Pour se dissimuler sans être réduit à l’esclavage, il faut porter le nom de l’allier des esclavagistes.  
Pour aller dans la même perspective, les Bangando sont un peuple du sous-groupe Gbaya faisant partir des peuples oubanguiens. Probablement le fils cadet des vingt-et-un fils du proto-Gbaya, à la veille de la découverte de l’Amérique en 1492 par Christoph Colomb, ils se seraient séparés par tribu qu’on rencontre en République Centrafricaine, au Congo, en République Démocratique du Congo, au Soudan, en Tanzanie, au Cameroun et une partie du Niger et le Tchad bref autour du lac Tchad ; ce sont entre autres : 
v Gbaya :
·      Gbaya Kara
·      Gbaya Yaayouwee
·      Gbaya Laï
·      Gbaya Bokoto
·      Gbeya
·      Bodomo
v Les Manza
v Les Ngbaka-Minagende (Ngbaka)
v Les Ali ; Ari
v Les Bofi
v Les Gbanu
v Les Suma
v Les Ngombé
v Les Yangéré-Gbaya
v Mbodomo
v Bodamono
v Mela
v Mbakolo
v Bangando Ngombé
… 

## D’où viennent-ils?
Les Bangando reconnaissent avoir migré de l’Est à l’Ouest. D’après l’Oralité, ils viennent de la zone près de la corne de l’Afrique précisément de la Somalie land, et on le localiserait à la période du pays de Pound ; ils reconnaissent ce royaume par le terme « Ipoundjou ». À la zone côtière, observant les bruits de la mer rouge, les Bangando baptisait cette dernière « Mpoundjou Balé » ce qui traduit : le bruit du grand cour d’eau ; ce bruit étaient émis par la vague de la marée car pour eux, cela était  un grand danger pour la population la mer glaciale soufflait des violents vents frais et bruts. Gênés par les bruits des vagues, ils quittèrent les lieux pour rentrer à l’intérieur du continent. Ils fondèrent au tour du Nil, dans le pays de Pound près de l’actuel Soudan précisément à Maanu, un village au cœur du désert qu’ils désignaient par « Paka Ngonda » pour dire : zone aride. Ils donnaient la paternité des fleuves au Nil, et le désignaient comme le seul et unique fleuve de Pound et source de vie pour tous ceux qui sont en zone aride ; lui donnant le nom de « Balé à IPoundjou » : le fleuve de pound.
Aujourd’hui, le mot soudan figure dans l’oralité, nous ignorons s’il s’agit de l’actuel soudan, ou du Soudan ancien mais il en ressort que les descriptions faites, revoient au Haut Nil, à la zone du foyer des grands lacs (précisément du Bahr El Gazal, du lac victoria et du lac Albert). C’est dans cette région qu’ils ont bâtis leur toute première et brillante culture avant de se déporter au Cameroun actuel passant par la République Centrafricaine.
Comme tout autre peuple du premier millénaire, les Bangando nomades déménagèrent Paka Ngonda à cause de l’expansion islamique. La guerre sainte fut le véritable facteur répulsif de Ngombé aux environs du XVIe siècle. Ils désignaient cette conquête par « Bilo Peignê » dit la guerre des Albinos. Repoussant cette Religion, et craignant l’esclavage, la traite arabe, les Bangando-Ngombé vont parcourir la savane dit « Sobé » de la République Centrafricaine ; ils s’installèrent près d’un cours d’eau à l’écho de la voix humaine ne parvenait à traverser car pour rappel à un passeur, il fallait se servir d’un gourdin que l’on frappait sur un contrefort : l’Oubangui. Les Ngombé fondèrent des nombreux villages au bord de la Sangah et l’Oubangui : dont Salo et Ndjoumbè sont les plus connus ; ces noms se trouvent aujourd’hui dans la tribu (comme nom de personne) par rappel aux lieux habités. Le séjour au bord des fleuves s’est interrompu par une guerre, le Djihad.
Pour renchérir, les écrits de Cheikh Anta Diop au XXe siècle démontrent que, les Gbaya en général viennent de la haute Égypte (l’Égypte du Sud). Et ils auraient été l’un des Pharaons de la première dynastie de l’Égypte dynastique (Égypte pharaonique : période des rois pharaons) en 3200 AV JC. Ce peuple a perduré jusqu’au nouvel Empire. Les mots : « Pharaon et Moïse » sont à cet effet dans la langue Gbaya qui veut dire : _Pharaon : phanaon, fàà naôn  ce terme veut dire : l’homme accueillant, le gentil le réceptionniste ; ce nom a été donné au roi à cause de sa gentillesse, sa générosité vis-à-vis les étrangers qui se rendaient en Égypte. Au nouvel Empire, le Nom Moïse qui traduit la présence israélite en Égypte est un nom dérivé de la langue Gbaya traduisant : « trouvé de l’eau » mais le mot à mot dit : « chose de l’eau ». C’est une histoire d’un bébé retrouvé dans un panier sur l’eau par une princesse égyptienne. Elle l’amena au palais et son père lui demanda ce que c’était, elle répondit « Mô yî ». Au lieu de dire qu’elle a retrouvé le nourrisson dans le lac, elle répondit que c’était la chose de l’eau voici comment le nom Moïse devint avec des transformations au fil du temps, le mot perdit son sens étymologique.     

### Migration à l’intérieur du Cameroun
Pour atteindre le Cameroun, les Bangando, traversèrent le grand cours d’eau sur une liane qu’ils ont appelé « ngnàà woundi » dit grosse liane ; une liane aussi large qu’un tronc d’arbre de pont des singes. Avant de traverser ce cours d’eau (Kadey), les neveux convoitaient les femmes de leurs oncles et voulaient bien s’en parer car la tribu reconnait le neveu comme héritier légitime de son oncle y compris bien matériel et personnes à la mort de celui-ci. Arrivés à la traversée du cours, les patriarches dirent de laisser passer les jeunes et les femmes devant et tous aînés capables de combattre, restèrent surveiller leur arrière, pendant que les premiers à avoir traverser le fleuve tronçonnaient la liane pour laisser les oncles patriarches de l’autre côté de la Kadey et partir avec leurs femmes et enfants.
Les Bangando ont relaté que Akoumandjou alias « Héa Héa » dit l’agité un fils du clan Bo Fôlôh commis l’inceste ; il entreprend une relation platonique avec la fille de sa tente, une relation qui n’est pas du tout au goût de la famille et la tribu ; c’est donc lui qui aussi voulant conserver sa relation qui, prohibée, pris le devant pour tronçonner la liane sur la Kadey pour se séparer des patriarches. Une fois de l’autre côté de la rive, un pygmée du nom de ADJIA qui les conduisit à des lieux propices et l’abri des esclavagistes de la région chez les Bangantu.
La principale raison qui déloge les Ngombé de la région aux environs de l’Adamaoua pour les emmener vers le sud précisément à « Karé » Kadey, est le califat de Sokoto en 1804 ; qui poursuivait sa guerre sainte (le Djihad) vers le sud de Kousseri
Quittés la région de Mbang, ils se dirigeaient vers le sud-est du pays dans la localité de la Boumba. Ils fondèrent des villages au bord du fleuve Boumba. Ce sont entre autres : « Mossambilignina », « Kondou ààbaa gàa », «Boussi pa koko », « Kongo Sèlè », « Ngalla ngandja ». Toujours suivis par les esclavagistes, ils traversent le fleuve Boumba et pour fonder certains villages comme : « Kôngôhngôh », « Kindouani ». Le Djihad et l’esclavage ont fait de l’existence des Bangando une vie erratique (ils n’avaient aucune stabilité moins encore prévisible ou discernable) ; les peuples qu’ils ont trouvé dans cette région, l’avait surnommée : «kom kom zim dêêh » traduction : « restez, les djem vont vous manger » cette expression traduisait la prudence . Plus le temps passait, plus l’effectif des Ngombé baissait ; prenant l’ouest de leur position actuelle, ils colonisaient la région allant de l’actuel village Mimbo Mimbo, jusqu’au confin de l’actuel Koumela. C’est là qu’ils fondèrent le territoire Bangando-Ngombé en des petites entités parfois claniques et de fois non. 

### Comment arrivent-ils à Moloundou?
Les Bangando arrivent à Moloundou par le biais de l’Administration coloniale française qui désirait collaborer avec le chef supérieur et, tout haut chef (Haut patriarche) devrait rester près du colon pour faciliter la transmission des rapports, des doléances et éviter une quelconque conspiration contre l’administration. Plus de la moitié des Bangando s’est déportée à Moloundou pour suivre et protéger leur souverain. Cette déportation s’est effectuée en 1917 lorsque le Cameroun est annexé à l’AEF (Afrique Équatoriale Française) ; soixante-et-neuf ans (69) après la fondation de la dynastie à la fin de la bataille de Salapoumbé aux environs de 1848. En cette période, la Grande-Bretagne signait des séries de traités avec les chefs de la côte camerounaise pour mettre fin à la traite négrière (celui de 1840 ; celui de 1852…). 
Cette déportation est aujourd’hui à l’origine des sérieux problèmes dans la tribu notamment la division de certaines familles, le problème de succession au trône du haut Patriarcat, l’invasion du territoire voisin faisant de lui un « vassal ». (récit et écrit par MOLONG Stéphane historien et scribe Bangando du Haut Canton de MOLOUNDOU). 
Leur technique de conservation de banane plantains, de tisser le tapis (natte à coucher), les mots qu'on retrouve dans la langue égyptienne sont des preuves tangibles viennent de l'est africain
_ la banane plantain provient de l'Asie mineure puis introduit à la période pharaonique en Afrique 
_ les motifs sur leur techniques de nattes à coucher sont similaires et mimétiques à celle de l'orient surtout de l'Éthiopie
_ les mots pharaon; Moise; touiy; transformés au fil du temps sont purement Bangando (gbaya): pharaon= fâna'on homme généreux et accueillant; Moise= mô yi chose de l'eau pour dire retrouvé de l'eau, taouiy= terre d'Egypte se traduit en toûr wi homme noir
MOLONG STEPHANE au récit. Historien chercheur et spécialiste de la tribu Bangando et de la Dynastie de NADIA (Le Souverain Bangango)

## Langue
Ils parlent le bangandu, une langue oubanguienne, dont le nombre total de locuteurs était estimé à environ 2 700 en 1977. Et 37000 locuteurs en 2017 By AMBATA Philippe Dioula-MOLOUNDOU